# 2020 en football
Cet article présente les faits marquants de l'année 2020 en football. La pandémie de Covid-19 provoque l'arrêt des compétitions en mars. Les matches reprennent pendant l'été, à huis clos.

## Chronologie mensuelle

### Janvier
- 1er janvier : finale de la Coupe de l'Empereur 2019, le Vissel Kobe bat les Kashima Antlers 2-0 et remporte sa première coupe nationale.
- 4 janvier : lors des 32e de finale de la Coupe de France le club réunionnais de la JS Saint-Pierroise (Régional 1) réussit l'exploit de se qualifier pour les 16e de finale en éliminant le club des Chamois niortais qui évolue en Ligue 2 sur le score de 2 à 0. C'est la première fois qu'un club réunionnais réussit à atteindre ce niveau en coupe de France.
- 7 janvier : cérémonie des CAF Awards 2019 à Hurghada en Égypte. Sadio Mané est élu meilleur joueur africain, Asisat Oshoala remporte le trophée de meilleure joueuse. Le titre du plus beau but est attribué à l'Algérien Riyad Mahrez. Le Marocain Achraf Hakimi est élu meilleur jeune et Djamel Belmadi reçoit le prix du meilleur entraîneur.
- 12 janvier : après un match nul 0 à 0 au bout de 120 minutes de jeu Le Real Madrid parvient à remporter  la supercoupe d'Espagne 4 tirs au but à 3 en battant l'équipe rivale de l'Atletico Madrid.
- 29 janvier : 8e de finale de la Coupe de France le club amateur du SAS Epinal (National 2) créé la surprise en éliminant l'équipe professionnelle du LOSC Lille 2 à 1 grâce à un doublé de son avant centre Jean-Philippe Krasso.

### Février
- 8 février : Supercoupe du Japon au Stade Saitama 2002, au terme de 90 minutes à rebondissements qui se concluent sur un score de 3-3 l’équipe du Vissel Kobe parvient à remporter le titre en s'imposant 3 tirs au but à 2 face aux Yokohama F. Marinos.
- 14 février : Le club égyptien du Zamalek Sporting Club remporte à Doha la 28e édition de la Supercoupe de la CAF 3 buts à 1  face aux tunisien de l'ES Tunis.

### Mars
- 1re mars : 26e journée de La Liga, Le Real Madrid bat le rival du FC Barcelone 2-0 et remporte le 277e El Clásico.
- 13 mars : 
  - La Ligue de football professionnel suspend les championnats de France professionnels de Ligue 1 et de Ligue 2 jusqu'à nouvel ordre en raison de la propagation du Covid-19 en France.
  - Le FC Lorient et le RC Lens sont alors promus en Ligue 1.
  - L'UEFA choisit de suspendre les coupes européennes de la Ligue des champions et de la Ligue Europa pour une durée indéterminée à la suite de l’épidémie de Covid-19 qui sévit en Europe[1].
- 17 mars : l'UEFA choisit de reporter l'Euro 2020 à 2021 en raison de la pandémie de Covid-19[2] qui sévit alors en Europe et ainsi permettre de terminer les différentes compétitions de clubs en Europe (Championnats, coupes nationales, Ligue des champions et la Ligue Europa) qui se retrouvent suspendus en raison de la pandémie. Pour la première fois un Euro de football se jouera une année impaire.

### Mai
- 16 mai : deux mois après l'arrêt de la Bundesliga à cause du Covid-19, les compétitions de football de Première division et deuxième division reprennent ce jour en Allemagne, mais la ligue s'est résolue à l'organisation de rencontres à huis clos, qui figure dans le protocole sanitaire présenté au gouvernement[3].

### Juin
- 4 juin : reprise de la Liga NOS.
- 11 juin : reprise de LaLiga.
- 12 juin : reprise de la Süper Lig.
- 16 juin : le Bayern Munich remporte la Bundesliga pour la 30e fois. Il s'agit de son huitième sacre d'affilée depuis 2013.
- 17 juin :
  - Reprise de la Premier League de football.
  - Finale de la Coupe d'Italie, au terme des 90 minutes de match qui se soldent par un 0 à 0 une séance de tirs au but est prononcé et le SSC Naples remporte la coupe en s'imposant 4 tirs à 2 face à la Juventus de Turin.
- 20 juin : reprise de la Serie A.
- 25 juin : le Liverpool FC remporte la Premier League pour la première fois depuis 1990. The Reds mettent fin à une disette de 30 ans sans être sacrés en championnat d'Angleterre.

### Juillet
- 4 juillet : Le Bayern Munich s'impose au Stade olympique de Berlin 4 buts à 2 face au Bayer Leverkusen et remporte pour la 20e fois la Coupe d'Allemagne.
- 15 juillet : 32e journée de Liga NOS, grâce à sa victoire 2 à 0 contre le Sporting le FC Porto est sacré Champion du Portugal pour la 29e fois de son histoire.
- 16 juillet : 37e journée de LaLiga, en battant le Villarreal CF 2-1 lors de l'avant-dernière journée , le Real Madrid remporte LaLiga pour la 34e fois de son histoire.
- 24 juillet : le Paris SG remporte la Coupe de France pour la 13e fois en battant l'AS Saint-Étienne 1-0.
- 29 juillet : le club de Trabzonspor s'impose 2-0 face l'Alanyaspor et s'adjuge la Coupe de Turquie pour la 9e fois de l'histoire.
- 31 juillet : le Paris SG remporte la toute dernière édition de la Coupe de la Ligue, en battant l'Olympique Lyonnais aux tirs au but, après un score de 0 à 0, 6 tirs à 5.

### Août
- 1re août : 
  - Finale de la Coupe d'Angleterre, menés 1-0 dès la 5e minute par l'équipe de Chelsea, les Gunners d'Arsenal parviennent à renverser le score en s'imposant 2-1 grâce à un doublé de Pierre-Emerick Aubameyang, ce qui leur permet de remporter leur 14e FA Cup, un record. Grâce à cette victoire Arsenal se qualifie pour la Ligue Europa 2020-2021.
  - Le FC Porto gagne sa 17e Coupe du Portugal en l'emportant 2 à 1 face à l'équipe rivale du Benfica Lisbonne. Avec ce trophée Porto réalise le doublé coupe/championnat.
- 5 août : Reprise de la Ligue Europa dans le Land de Rhénanie-du-Nord-Westphalie, (Allemagne).
- 7 août : Reprise de la Ligue des champions de l'UEFA à Lisbonne, (Portugal).
- 21 août : Le Séville FC remporte pour la 6e fois la Ligue Europa grâce à une victoire 3 à 2 face à l'Inter Milan.
- 22 août : Reprise de la Ligue des champions féminine au Pays basque, (Espagne).
- 23 août : Le Bayern Munich remporte la Ligue des champions pour la 6e fois en battant en finale le Paris SG 1 à 0, sur un but de Kingsley Coman.
- 30 août : 
  - Les filles de l'Olympique Lyonnais battent le VfL Wolfsburg 3-1 à Saint-Sébastien et remporte la Ligue des champions féminine pour la 5e fois d'affilée (un record).
  - Le BSC Young Boys remporte la Coupe de Suisse pour la 7e fois après une victoire 2 buts à 1 face au FC Bale.

### Septembre
- 13 septembre : 3e journée de Ligue 1, l'Olympique de Marseille remporte le 98e Classique en s'imposant au Parc des Princes 1 à 0 face au Paris Saint-Germain. Ce match aura été d'une rare violence sur le terrain où 5 cartons rouges auront été distribués (3 pour le PSG et 2 pour l'OM).

### Octobre
- 24 octobre : 7e journée de La Liga, Le Real Madrid remporte le 278e El Clásico sur la pelouse du Camp Nou en s'imposant 3-1 face au FC Barcelone.
- 25 octobre : Pour la première fois en Serie A depuis 1949, deux frères (Roberto et Lorenzo Insigne) marquent pour deux équipes différentes lors du même match (Benevento - Napoli)[4].

### Novembre
- 15 novembre : L'international Argentin Javier Mascherano (147 sélections) annonce qu'il prend sa retraite. Il avait notamment remporté deux Ligue des champions de l'UEFA avec le FC Barcelone, gagné deux médailles d'or aux Jeux olympiques et disputé la finale de la coupe du monde en 2014 avec l'Argentine.
- 21 novembre :  Le joueur norvégien du Borussia Dortmund Erling Braut Haaland est élu Golden Boy 2020 terminant devant l'espagnol Ansu Fati et le Canadien Alphonso Davies respectivement 2e et 3e.

### Décembre
- 4 décembre : 10e journée de Bundesliga, le Hertha Berlin remporte le Derby de Berlin (en) en s'imposant à l'Olympiastadion sur le score de 3-1 face à l'Union Berlin.

## Championnats nationaux féminin en 2019-2020
- Tchéquie : SK Slavia Prague

## Principaux décès
- Diego Maradona, footballeur argentin.
- Papa Bouba Diop, footballeur sénégalais.
- Paolo Rossi, footballeur italien.
- Gérard Houllier, footballeur et entraîneur français.
- Michel Hidalgo, footballeur et entraîneur entraîneur français.
- Patrick Le Lay, dirigeant de club français.
- Bruno Martini, footballeur français.
- Pape Diouf, dirigeant de club français.
- Robert Herbin, footballeur et entraîneur français.
- Jack Charlton, footballeur anglais
- Lorenzo Sanz, dirigeant de club espagnol.
- Radomir Antić, entraîneur serbe.
- Ray Clemence, footballeur anglais.
- Charles Corver, arbitre néerlandais.
- Alex Dupont, footballeur et entraîneur français.
- Alejandro Sabella, entraîneur argentin.
- Jacques Crevoisier, entraîneur français.
- Philippe Redon, footballeur et entraîneur français.
- Jean-Claude Hamel, dirigeant de club français.
- Rob Rensenbrink, footballeur néerlandais.